# Керолайн Аарон
Керолайн Аарон (англ. Caroline Aaron; нар. 7 серпня 1952) — американська акторка кіно та телебачення.

## Життєпис
Керолайн Аарон народилася 7 серпня 1952 року в Ричмонді, штат Вірджинія. Мати, Ніна Ебаді (до шлюбу Фрідман), була правозахисницею і співпрацювала з Мартіном Лютером Кінгом в 1960-х роках. У Аарон була старша сестра — режисерка і продюсерка Джозефін Ебаді (1949—2002). Керолайн навчалася драмі в «HB Studios» в Нью-Йорку, та Американському університеті у Вашингтоні, де вивчала виконавське мистецтво. Дебютувала на екрані у фільмі Роберта Альтмана «Приходь до мене на зустріч, Джиммі Дін, Джиммі Дін» (1982).

## Особисте життя
З 1981 року у шлюбі з Джеймсом Форманом, є двоє дітей: Бен і Сідні.

## Фільмографія
- 1982 — Повертайся о п'ятій і десятій, Джиммі Діне, Джиммі Діне / Come Back to the 5 & Dime, Jimmy Dean, Jimmy Dean
- 1983 — Крихітко, це ти / Baby It's You
- 1984 — Брат з іншої планети / The Brother from Another Planet
- 1986 — Ревнощі / Heartburn
- 1988 — Ділова дівчина / Working Girl
- 1990 — Едвард Руки-ножиці / Edward Scissorhands
- 1990 — Еліс / Alice
- 1993 — Несплячі в Сієтлі / Sleepless in Seattle
- 1996 — Довга ніч / Big Night
- 1997 — Розбираючи Гаррі / Deconstructing Harry
- 2000 — Чужий квиток / Bounce
- 2001 — Пригоди Джо Замазури / Joe Dirt
- 2001 — Ніколи знову / Never Again
- 2004 — А ось і Поллі / Along Came Polly
- 2004 — Стільниковий / Cellular
- 2004 — Біля моря / Beyond the Sea
- 2005 — Між небом і землею / Just Like Heaven
- 2007 — Ненсі Дрю / Nancy Drew
- 2012 — Мачо і ботан / 21 Jump Street
- 2014 — Мачо і ботан 2 / 22 Jump Street
- 2014 — Літачки: Рятувальний загін / Planes: Fire and Rescue
- 2017 — Дивовижна місіс Мейзел / The Marvelous Mrs. Maisel